# 富农 (中华人民共和国)
富农，是中华人民共和国在一段时期内特定政治身份的历史名词，这种身份在个人档案中填入个人成份或家庭成份栏。

## 划分标准
如果家庭拥有土地，虽然也收取地租或雇佣农工，但自己和家庭成员也参加劳动，为“富农”，多余土地也要没收，但不属于被打倒的阶级。“半地主式的富农”。“有重大反革命行为”的富农，叫做反动富农。